# Riva Trigoso
Riva Trigoso è una frazione di 3 863 abitanti del comune di Sestri Levante, nella città metropolitana di Genova.

## Geografia fisica

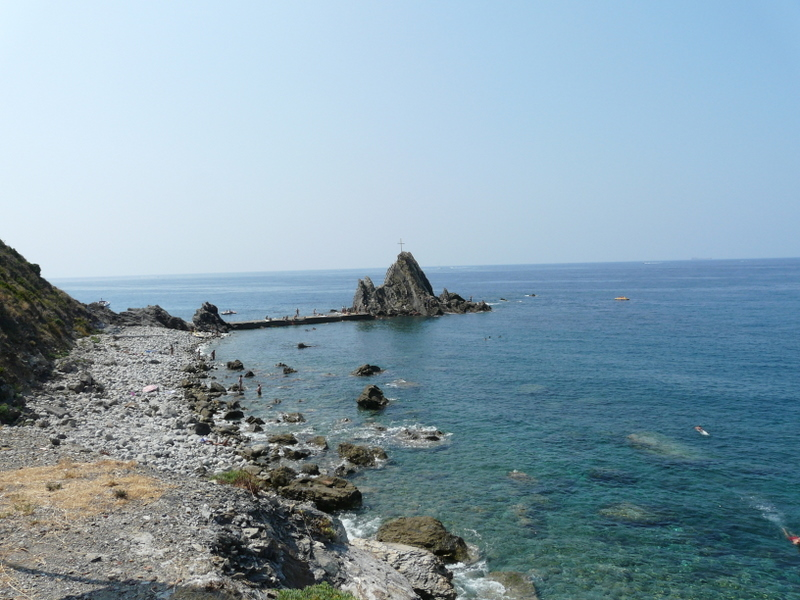
La spiaggetta con lo scoglio detto "Asseu".

Situata a sud-est del capoluogo comunale di Sestri Levante, la frazione è formata da due parti distinte: Trigoso, la più antica, all'interno e in collina, e Riva, sul mare, anticamente nominata la Ripa. Riva si affaccia su un ampio golfo delimitato da due promontori: punta Manara sul lato ovest, dietro la quale si trova la città di Sestri Levante, e punta Baffe sul lato est, dietro la quale si trova Moneglia. I due toponimi, Riva e Trigoso, sono stati abbinati per la prima volta nel 1874, nella denominazione della stazione ferroviaria "Riva-Trigoso", situata allora a metà strada tra i due borghi. La denominazione congiunta è entrata a poco a poco nell'uso comune, per identificare impropriamente la sola frazione di Riva.
Nel centro del golfo sfocia il torrente Petronio, che in estate è spesso in secca anche totale mentre in inverno si riempie velocemente, che divide Riva in due parti, la zona di Ponente e quella di Levante. La zona a Ponente conserva l'aspetto di un tipico e antico borgo ligure di pescatori, anche se negli ultimi decenni, con l'aumentare del turismo, si è rinnovata con l'apertura di alcune infrastrutture ricettive-turistiche e con spiaggia completamente "libera". La zona di Levante, invece, è costituita da abitazioni risalenti in gran parte al Novecento, ospita il cantiere navale della Fincantieri e i principali esercizi commerciali e stabilimenti balneari. Questa zona è un po' più raccolta del borgo di Ponente, ma è molto affollata, specie durante la stagione estiva. Entrambe le zone rivane godono di rispettive passeggiate a mare che costeggiano una spiaggia naturale molto ampia (circa 1,2 km totali di linea di battigia).
È possibile affermare, inoltre, che la spiaggia di Riva sia divisa in due distinte parti: quella più affollata e più ampia si trova vicino al centro del paese, l'altra è situata ad est verso Moneglia, dove si trova uno scoglio chiamato Asseu, che affiora dalle acque e fino al 2020 era raggiungibile tramite una passerella, poi smantellata. Questa seconda zona, anche se decisamente più piccola, non è meno frequentata della prima. La zona in cui è situata la seconda spiaggia è chiamata Borgo Renà. Le due spiagge sono separate dai cantieri navali.

## Origine del nome
L'abbinamento dei toponimi Riva e Trigoso risale al 1874, anno di apertura della stazione ferroviaria "Riva-Trigoso", situata allora a metà strada tra i due borghi.

## Monumenti e luoghi d'interesse

### Architetture religiose
- Chiesa parrocchiale di San Pietro apostolo, a Riva, edificata tra il 1861 e il 1863 e parrocchia dal 1874. Negli anni 2000 è stato effettuato un restauro generale in cui è stata aggiunta all'architettura la decorazione a mosaico con sassi bianchi e neri del piazzale antistante, realizzata con la tecnica denominata risseu, e gli originali portoni verdi sono stati sostituiti con portoni in bronzo marrone. La chiesa è dotata di un pregevole organo a canne, costruito nel 1896 dall'organaro pistoiese Filippo Tronci.
- Chiesa parrocchiale di Santa Sabina, a Trigoso, presente secondo alcune fonti già dal VII secolo, ma rifatta nel 1642. Di particolare rilievo artistico è l'antistante sagrato a mosaico in ciottoli di mare, ripreso nel 1998 dall'originale realizzato nell'Ottocento.

### Architetture militari
- Torre saracena presso punta Manara.

## Società

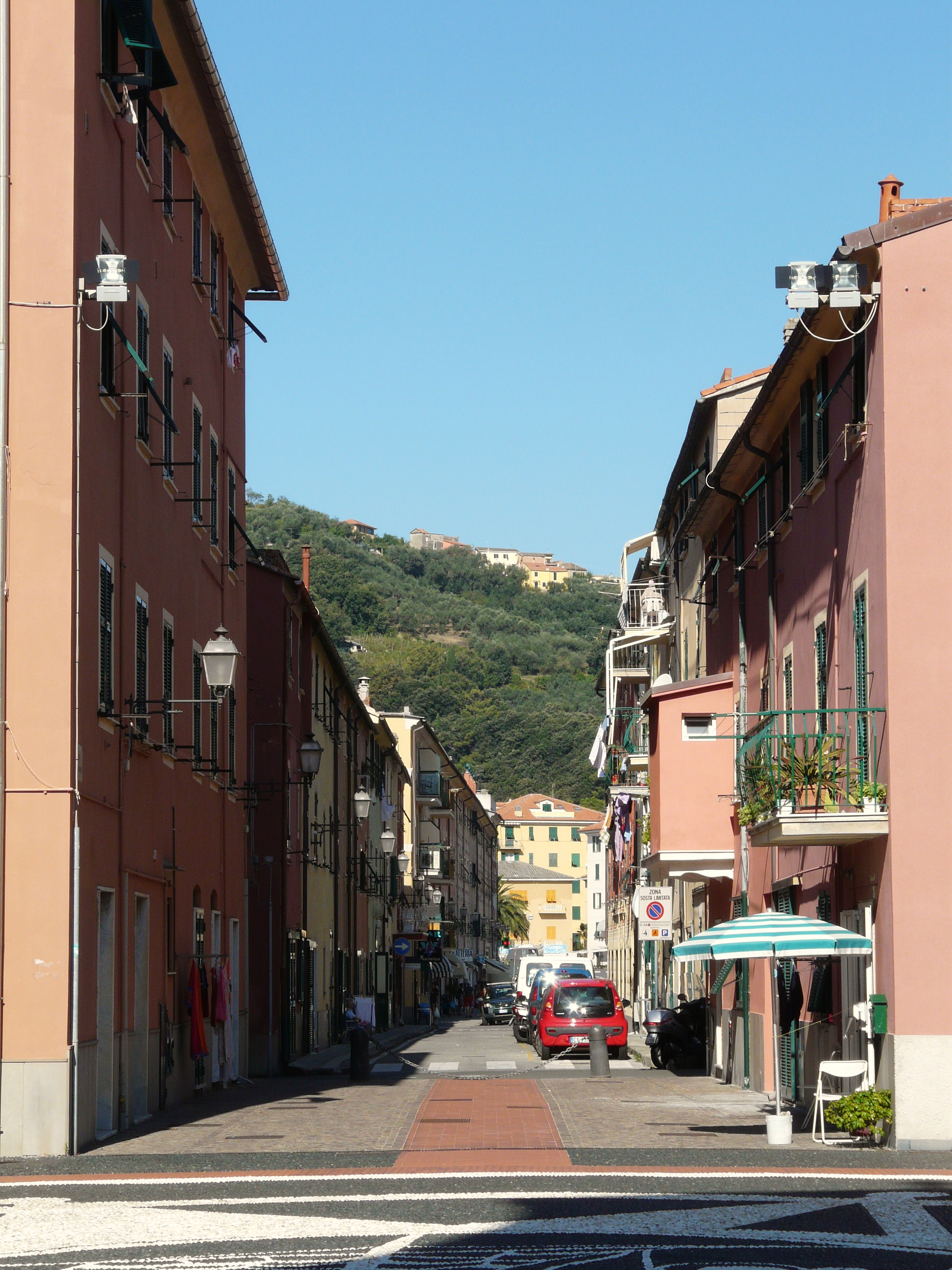
Via della Libertà

### Tradizioni e folclore
Ogni anno, nel periodo di Ferragosto, si svolgono i festeggiamenti della Solennità della Madonna del Buon Viaggio: la sera del 15 agosto si tiene una storica processione in cui la statua della Madonna ed i tre grandi crocifissi che normalmente si trovano nella chiesa di San Pietro vengono trasportati per le strade del paese da volontari a partire dalle ore 20:30. Al momento dei cambi ciascun volontario improvvisa un particolare volteggio per passare il crocifisso al successivo portatore. La processione raggiunge Borgo Renà, dove la Madonna viene appoggiata sopra una barca, per poi essere riportata a Riva dopo i discorsi di rito da parte del parroco. I festeggiamenti sono tradizionalmente conclusi con uno spettacolo pirotecnico sulla spiaggia alle ore 23:30, quando la Madonna è stata portata di nuovo in chiesa dopo averle fatto eseguire il movimento di saluto al mare. La sera successiva (16 agosto), nella parte di Levante, viene celebrata una Messa sul mare che termina con una suggestiva scia di lumini posati in acqua da turisti e rivani.
In luglio si svolge la sagra del Bagnun, tipico piatto marinaro locale preparato con acciughe, aglio, olio, pomodoro e gallette del marinaio o pane biscottato, che originariamente veniva cucinato e consumato dai marinai liguri durante i lunghi viaggi per i commerci marittimi. La sagra è una delle più antiche della Liguria; nata nel 1960 con il nome Sagra della Galletta, ad oggi l'unica estate in cui non ha avuto luogo è quella del 2020, a causa della pandemia di COVID-19 in corso in tale periodo. Nella serata del terzo sabato di luglio (la sagra si svolge durante venerdì, sabato e domenica di quella settimana), il piatto viene cucinato in grandi quantità su un caratteristico gruppo di fornelli a forma di grossa tinozza (che ha sostituito la cottura a legna), dopo che gli ingredienti sono stati pazientemente preparati da volontari, e distribuito gratuitamente a popolazione locale e turisti, pazientemente in coda sulla passeggiata di Ponente, dalle ore 19 fino alle 23.30, quando viene effettuato uno spettacolo pirotecnico che conclude la serata.
Annualmente, nella data del 26 dicembre, a partire dal 2002, la popolazione rivana partecipa al "Cimento invernale", organizzato anch'esso dal Comitato del Bagnun. Il "Cimento invernale" consiste in un tuffo in mare in pieno inverno come se fosse estate. L'evento cattura persone di ogni età, anche dai comuni vicini.
Da segnalare anche due imbarcazioni tipiche del paese: il "leudo rivano", armato a vela latina con un albero molto inclinato in avanti, e il "rivanetto", che ha le stesse linee del leudo rivano ma dimensioni minori (è più grande del "gozzo" ma non supera comunque i 12 metri).

### Istituzioni, enti e associazioni
Nella frazione di Riva sono presenti alcune associazioni di pesca sportiva, anche dilettantistica, e il Comitato del Bagnun, organizzatore dell'omonima sagra che offre ogni anno a rivani e turisti un piatto gratuito di Bagnun. Quest'ultimo partecipa anche a fiere gastronomiche e gemellaggi con altre associazioni della stessa tipologia anche all'estero.

## Cultura

### Cucina
A Riva Trigoso si possono gustare tipiche specialità liguri come la focaccia, nelle sue diverse varianti (con le cipolle, con il formaggio, dolce, etc.).
La specialità tipica della zona è però, come già detto, il Bagnun, una zuppa di pesce a base di acciughe, aglio, olio, pomodoro e gallette del marinaio o pane biscottato, piatto che, un tempo, veniva preparato e consumato dai marinai locali a bordo dei leudi, bordeggiando per commerciare da e verso la Corsica.

## Economia

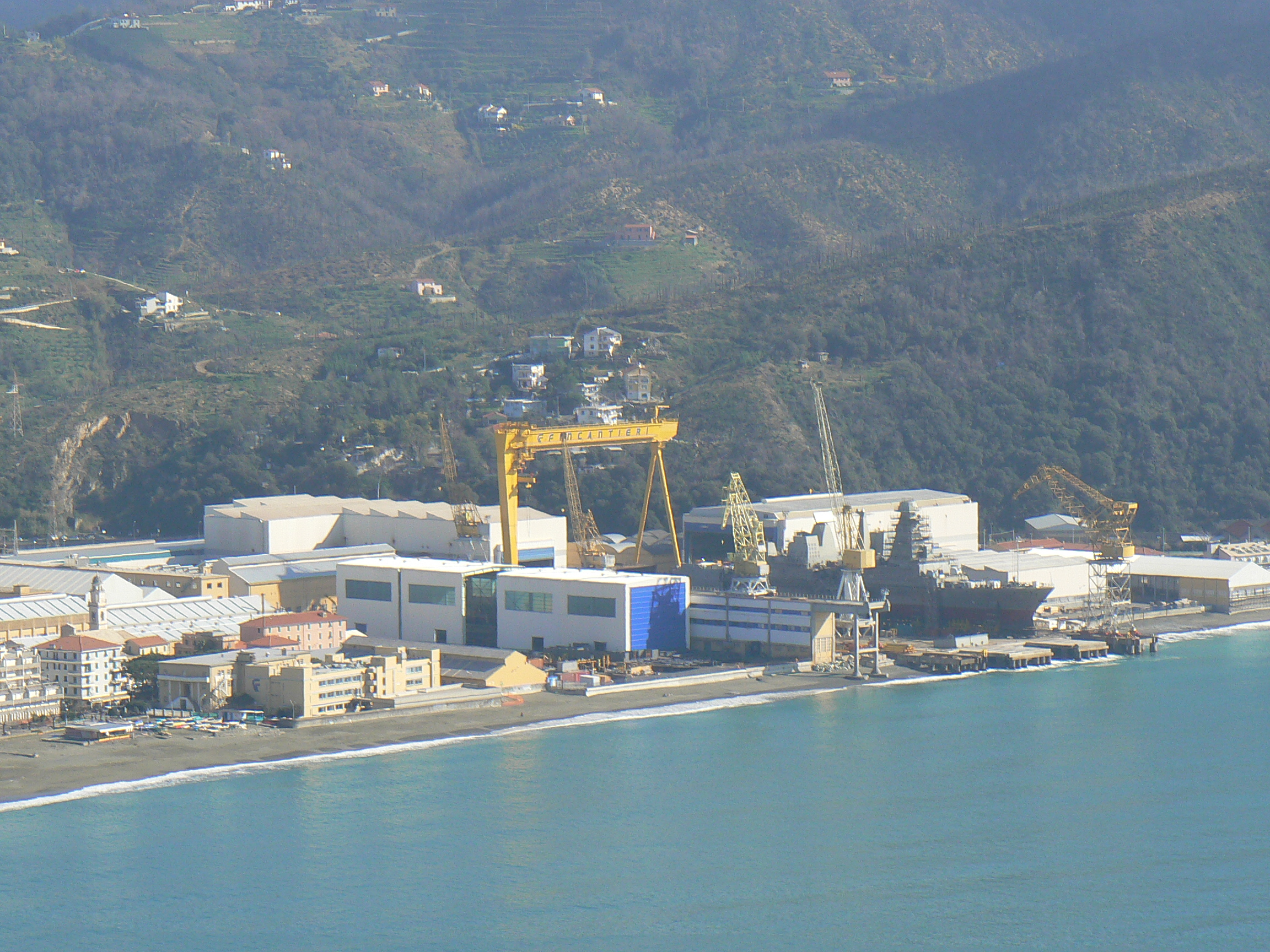
I cantieri navali di Riva Trigoso visti da Punta Manara.

### Cantieri navali
Riva Trigoso è sede di uno dei più antichi e più importanti cantieri navali italiani, attualmente di proprietà della società Fincantieri. Esso fu fondato il 1º agosto del 1897 dal senatore Erasmo Piaggio tra la zona di Levante e Borgo Renà, dove si trova tuttora. Durante le due guerre mondiali ha riportato gravi danni, venendo sempre ricostruito. Nel 2004 vi è stata varata la prima portaerei della Marina Militare Italiana, il Cavour, varo passato alla storia locale per essere stato l'ultimo eseguito nella maniera tradizionale con l'ingresso diretto dello scafo in acqua; da allora le navi vengono fatte scendere su una chiatta con rimorchiatore, spesso rimorchiate in altri cantieri per il completamento e messe in acqua successivamente. Parecchie navi di grande stazza, come ad esempio traghetti e fregate, sono state varate in precedenza in questi cantieri, e tuttora vi si costruiscono importanti imbarcazioni ad uso militare e civile.
Nella zona di Ponente era presente un fabbricato impiegato dai Cantieri Navali Liguri per il rimessaggio e la costruzione di imbarcazioni da diporto, detto familiarmente il Cantierino. Questo stabile, dopo essere stato in disuso per diversi anni, è stato demolito tra il 2012 ed il 2016; al suo posto sono stati costruiti un edificio che ospita un bar, una biblioteca ed una sala per congressi ed una nuova sezione della passeggiata a mare, per migliorare la vocazione turistica del borgo. Un ulteriore piccolo cantiere era situato nel borgo di Renà, ma, dopo essere stato gravemente danneggiato dalle mareggiate, è stato demolito.

### Acciaieria di Trigoso
Negli anni settanta venne realizzata, nelle vicinanze della stazione ferroviaria di Riva Trigoso, un'acciaieria, specializzata nella produzione di lamiere sottili, dalla Fabbrica Italiana Tubi, che aveva sede a Sestri Levante. Nel 1982, quando il gruppo entrò in amministrazione straordinaria, a Trigoso lavoravano 642 dipendenti. La lavorazione è stata ripresa dall'Arinox del gruppo Arvedi, con occupazione ridotta a 250 unità.

### Turismo
Per via di queste installazioni industriali, Riva non ha mai potuto connotarsi come località esclusivamente e strettamente turistica, nonostante sia dotata di un'ampia spiaggia sabbiosa e sassosa che si estende per tutta la lunghezza del golfo e la struttura urbanistica e architettonica di un tipico borgo ligure lasci trasparire una lunga storia che giustifica una visita o un soggiorno.
Vi è stata e vi è tuttora un'intensa opera di urbanizzazione e modernizzazione, che ha finito per snaturarne le origini di villaggio di pescatori.
È in corso di stesura il progetto per dotare la frazione di una struttura museale dedicata al trasporto marittimo.
Per diversi anni la particolarità più nota è stata il "Presepio dei Delfini", un gruppo in bronzo posato dello scultore di Brugnato Pietro Ravecca, di cui nel 2002 sono state realizzate due copie, costituito da una Natività con cinque statue in cui in luogo del bue e dell'asino vi sono due delfini. Le due copie dell'opera sono differenti per quanto riguarda la posizione dei delfini; una di esse è stata posizionata presso il sagrato della chiesa di Santa Sabina a Trigoso, dove si trova tuttora, mentre l'altra in origine era stata installata sul fondale del mare, sommersa a circa 12 metri di profondità, al largo della baia di Riva Ponente in corrispondenza di precise coordinate geografiche, dove era visibile immergendosi con una maschera. Con il trascorrere degli anni questo Presepio è stato danneggiato e restaurato presso il cantiere navale Fincantieri; attualmente non è stato riposizionato in mare a causa di alcune difficoltà tecniche, ma si trova nei giardini pubblici di viale Rimembranza a Sestri Levante.

## Infrastrutture e trasporti

### Strade
Il casello autostradale più vicino è quello di Sestri Levante sull'autostrada A12.
Ai margini dell'abitato e sulle colline retrostanti si sviluppa la SS1 Aurelia.
Riva è collegata a Moneglia e a Deiva Marina tramite la strada litoranea detta "delle Gallerie", in cui il transito è regolato a senso unico alternato da semafori così programmati:
- Riva - Moneglia: semaforo verde ai minuti 15, 35 e 55 di ogni ora
- Moneglia - Riva: semaforo verde ai minuti 5, 25 e 45 di ogni ora
- Moneglia - Deiva: semaforo verde ai minuti 5, 15, 25, 35, 45 e 55 di ogni ora
- Deiva - Moneglia: semaforo verde ai minuti 0, 10, 20, 30, 40 e 50 di ogni ora

Tale regolamentazione è effettuata perché le gallerie, che fino al 1932 erano percorse dalla ferrovia Genova-Pisa, sono molto strette (all'epoca la linea ferroviaria era a binario unico ed è stata ricostruita in seguito più a monte ed a doppio binario, come si presenta tuttora) e non consentono la circolazione contemporanea in entrambi i sensi di marcia. Sempre a causa delle particolari caratteristiche, il transito nelle gallerie è vietato a biciclette e pedoni, mentre roulotte e camper possono percorrere solo il tracciato tra Riva e Moneglia e solo parzialmente, tra le estremità ed un campeggio posto circa a metà percorso.
Dal 27 marzo 2025 la strada delle Gallerie è chiusa al traffico su tutto il percorso per lavori di manutenzione straordinaria, necessari a seguito della rilevazione di problemi strutturali, con durata stimata di circa due anni.
Riva Trigoso è inoltre collegata quotidianamente alle località vicine dai servizi di autobus affidati fino al 2020 alla società ATP Esercizio e che dal 2021 sono passati in gestione ad AMT.

### Ferrovie

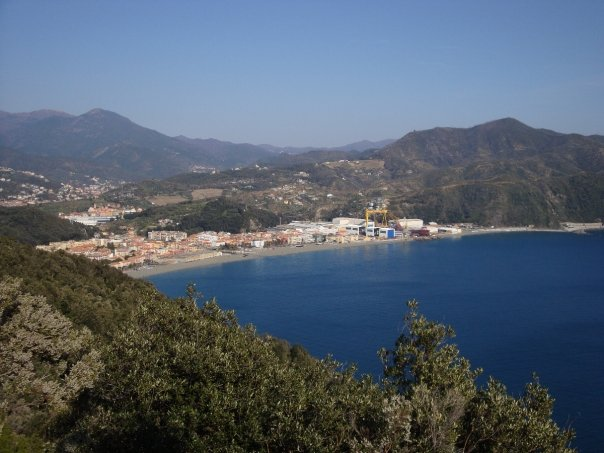
Riva Trigoso vista da punta Manara

La frazione, come già accennato, è attraversata dalla linea ferroviaria Genova-Pisa, sulla quale è presente la stazione di Riva Trigoso, in posizione decentrata rispetto al resto del paese, in cui fermano i treni regionali Trenitalia in servizio tra Sestri Levante, le Cinque Terre e La Spezia, programmati nell'ambito del contratto di servizio con la Regione Liguria, che trovano coincidenza con i collegamenti di lunga percorrenza presso Sestri Levante. La stazione era inoltre dotata di uno scalo merci e di un binario di raccordo a servizio del vicino cantiere navale, oggi dismessi e parzialmente smantellati.

## Amministrazione

### Gemellaggi
Riva Trigoso è gemellata con:
- Santa Cruz, Stati Uniti d'America, dal 2002

La città di Santa Cruz, in California, tra la fine dell'Ottocento e l'inizio del Novecento ha visto arrivare un grande numero di rivani emigrati, che vi hanno continuato le attività legate alla pesca ed al mondo marittimo che praticavano al paese nativo e, con la propria esperienza, hanno contribuito a rendere tali attività particolarmente fiorenti, ottenendo anche successi nel campo imprenditoriale.
A Santa Cruz ancora oggi viene parlata la lingua ligure, spesso anche con termini che in Liguria sono caduti in disuso, e vi sono molte persone che portano cognomi italiani diffusi nella zona di Riva Trigoso; dopo il gemellaggio del 2002, il 15 agosto 2004 la municipalità della città statunitense, in memoria del legame tra le due comunità e riconoscendo i meriti dei rivani nello sviluppo dell'economia locale, ha intitolato una via al loro antico paese: Riva Trigoso Street.
In un’altra cittadina della California, Manteca, esiste una strada chiamata Riva Trigoso drive.

## Sport
La società calcistica locale è l'A.S.D. Rivasamba 1994, militante nel campionato di Eccellenza ligure, che rappresenta Riva e la confinante località di San Bartolomeo, anch'essa frazione di Sestri Levante.

## Galleria d'immagini

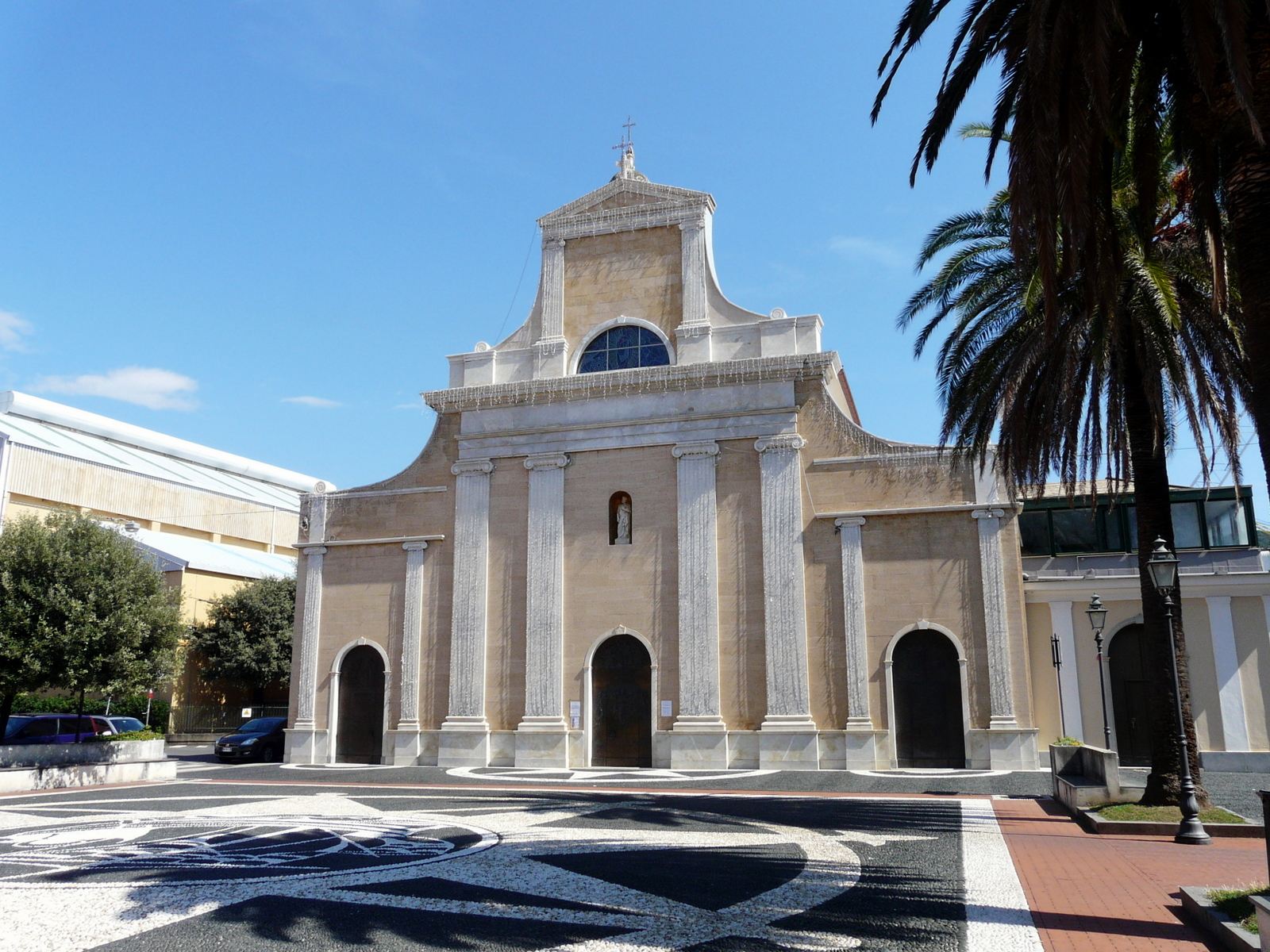
La Chiesa parrocchiale di San Pietro a Riva
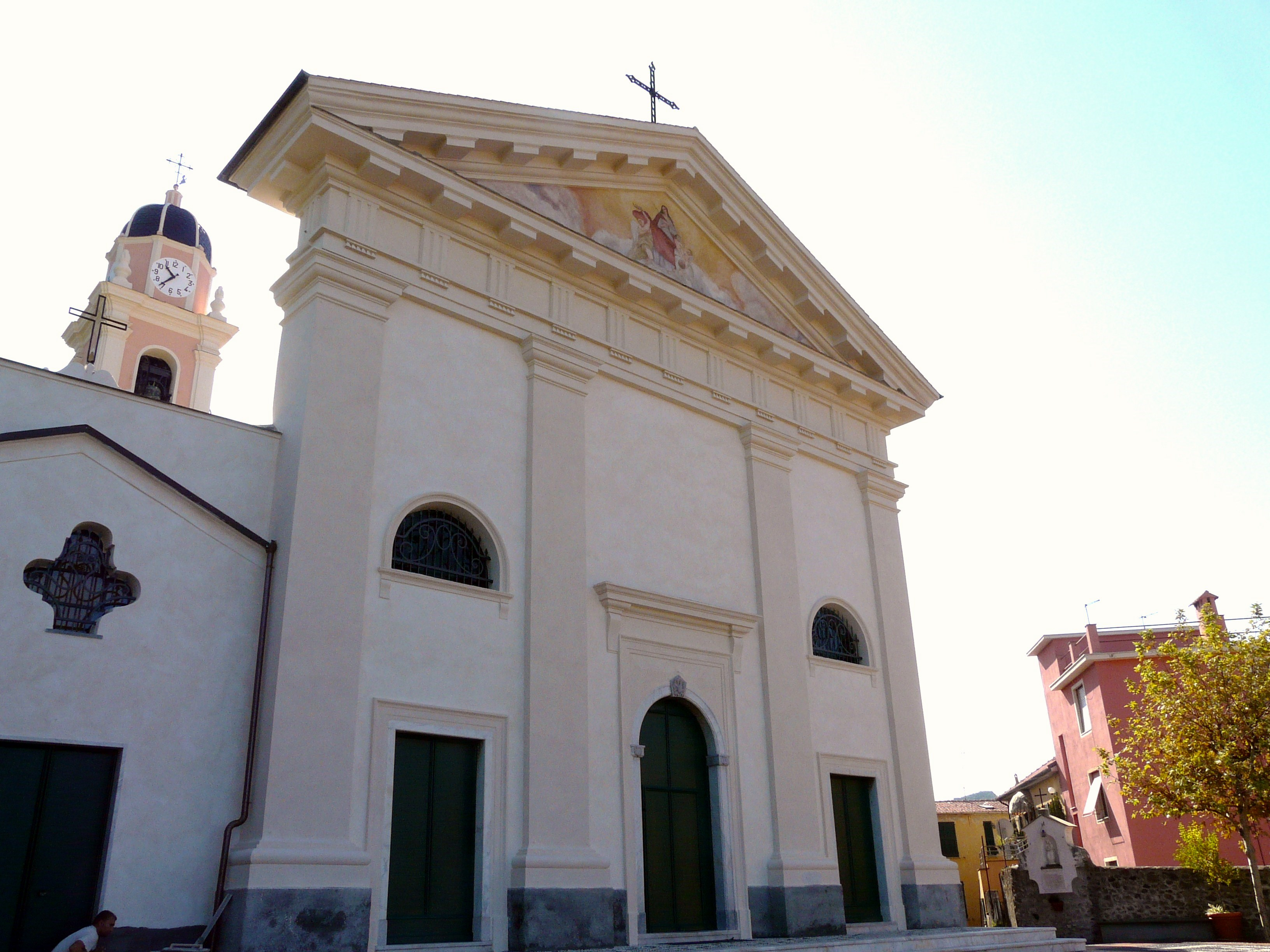
La chiesa parrocchiale di Santa Sabina a Trigoso
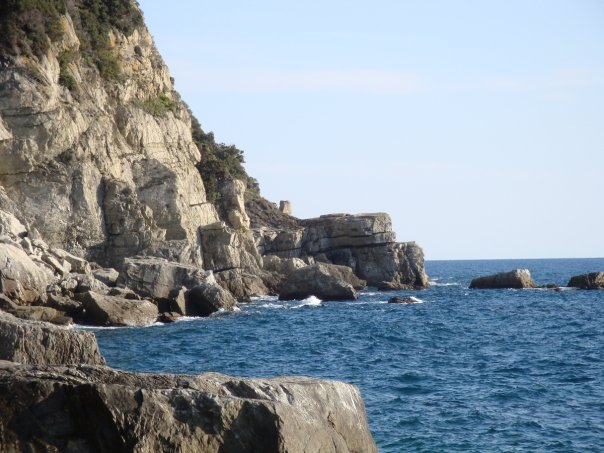
Falesie presso punta Manara
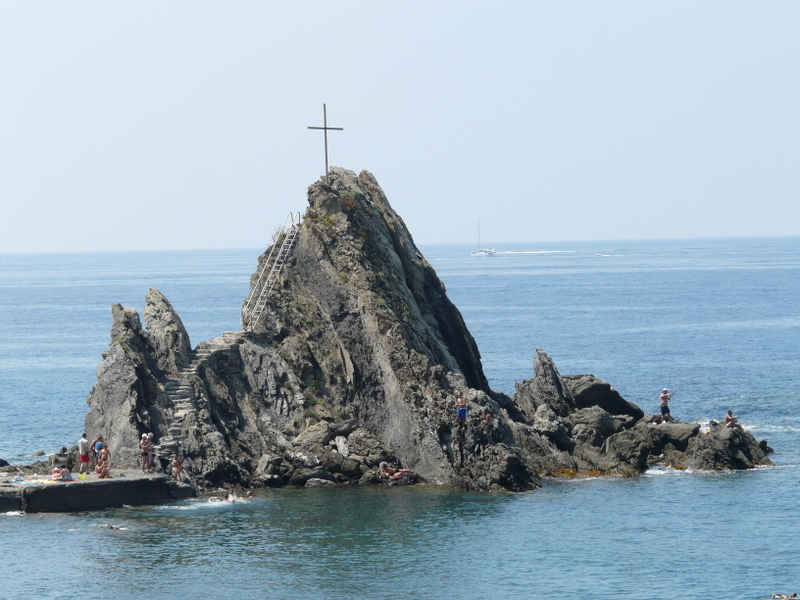
Lo scoglio dell'Asseu